# Brave (webbläsare)
Brave är en gratis webbläsare med öppen källkod utvecklad av Brave Software, Inc. baserad på webbläsaren Chromium. Brave är en integritetsfokuserad webbläsare som automatiskt blockerar onlineannonser och webbplatsspårare i sina standardinställningar.